# Двадцать рублей
Два́дцать рубле́й (20 рубле́й) (разг. двадцатка) — денежный знак, выпускавшийся в России и других странах СНГ.

## История
Впервые 20 рублей были выпущены в РСФСР в 1917—1921 годах, в виде банкнот. В связи с гиперинфляцией и обесцениванием, были выведены из обращения в 1921 году.
Также после распада Советского союза, в 1992 году, выпускались медно-никелевые монеты номиналом 20 рублей. После денежной реформы 1997 года в России более не выпускались.
Кроме России, денежный знак 20 рублей выпускался в Белоруссии, Латвии, Таджикистане.
В Белоруссии денежный знак 20 рублей печатается с 1992 года в виде банкноты, но также, выпускаются памятные и юбилейные серебряные монеты.

## Характеристики банкнот и монет
Банкнота 20 рублей 1917 года печаталась на низкокачественной бумаге коричневого цвета, размером 61×50 мм.
Монета двадцать рублей образца 1992 года имела диаметр 24 мм, толщину 1.6 мм, гурт — прерывисто рубчатый.

### Казначейский знак 20 рублей 1917 года
Двадцать рублей — (разг. керенки) денежный знак, выпускавшийся Временным правительством и советской властью в РСФСР на протяжении 1917—1921 годов.
Казначейский знак номиналом 20 рублей был выпущен по постановлению Временного правительства от 22 августа 1917 года. Знак поступил в обращение 18 сентября 1917 года. Рисунок знака был позаимствован с российской марки консульской почты. Знаки выпускались листами по 40 штук в листе (5×8) без нумерации, подписей и даты эмиссии. Тираж казначейских знаков неизвестен.
Банкнота номиналом в сорок рублей печаталась на белой бумаге размером 56×43 мм с водяными знаками. Основной цвет — коричневый на жёлтом фоне.
Знаки выпускались в большом количестве по 1919 год, и отличить выпуски Временного правительства от выпуска РСФСР не представляется возможным. Основная масса денежных знаков была выпущена правительством РСФСР в 1918 году. Казначейский знак 20 рублей находился в обращении до 1 октября 1922 года когда, согласно декрету СНК от 8 сентября 1922 года, терял платёжную силу. Обмен производился из расчёта 10000 рублей за 1 рубль денежными знаками образца 1922 года.
| Лицевая сторона | Оборотная сторона | Размеры (мм) | Основные цвета     | Лицевая сторона                                          | Оборотная сторона                                      | Водяной знак | Дата выхода     |
| --------------- | ----------------- | ------------ | ------------------ | -------------------------------------------------------- | ------------------------------------------------------ | ------------ | --------------- |
|                 |                   | 61×50        | Коричневый, жёлтый | Герб Временного правительства — двуглавый орел и номинал | Номинал цифрами и прописью и предупредительная надпись | Есть         | 22 августа 1917 |

## Монеты

### Монета 20 рублей образца 1992—1993 годов
| Изображение | Диаметр | Толщина | Масса  | Материал                        | Гурт                | Реверс                | Аверс                          | Год  |
| ----------- | ------- | ------- | ------ | ------------------------------- | ------------------- | --------------------- | ------------------------------ | ---- |
|             | 24 мм   | 1,6 мм  | 5,25 г | медно-никелевый сплав           | прерывисто рубчатый | Надпись «Банк России» | Номинал, растительный орнамент | 1992 |
|             | 24,2 мм | 1,6 мм  | 5 г    | сталь, плакированная мельхиором | гладкий             | Надпись «Банк России» | Номинал, растительный орнамент | 1993 |

### Памятные монеты
Банк России дважды выпускал монеты данного достоинства — оба раза из медно-никелевого сплава.
| Изображение | Изображение | Диаметр (мм) | Описание | Описание                                                                                                 | Годы выпуска |
| Аверс       | Реверс      | Диаметр (мм) | Аверс | Реверс                                                                                                   | Годы выпуска |
| ----------- | ----------- | ------------ | --- | --- | ------------ |
|             |             | 24           | Изображение двуглавого орла (художник И. Билибин), по окружности надписи, разделённые орнаментом: вверху — «ДВАДЦАТЬ РУБЛЕЙ», внизу — «БАНК РОССИИ». | Монеты данного вида выпускаются в рамках памятных программ Банка России с различными рисунками реверсов. | 1995 и 1996  |

### Будущие монет и банкнот номиналом 20 рублей
Одно время в России обсуждалась тема создания новой двадцатирублёвой банкноты в размерах и параметрах пятидесятирублёвой банкноты в новом дизайне, предполагалось что на банкноте будут изображены два новых совмещённых рисунка с 1000-й и 5000-й купюр образца 1995-го года «Владивосток» и «Новгород» соответственно на лицевой и задней сторонах с надписью «20 рублей», их должны были печатать вместо банкнот пятирублёвого номинала, однако дело дальше идеи и предложений не пошло. Также в планах была чеканка монеты в 20 рублей. В колуларах иногда обсуждалась и вторая всероссийская деноминация, при которой денежную массу предполагалось сократить на «два нуля», то есть нынешние 2000-чи рублей преобразовались бы в 20-ть рублей нового номинала.

## Галерея

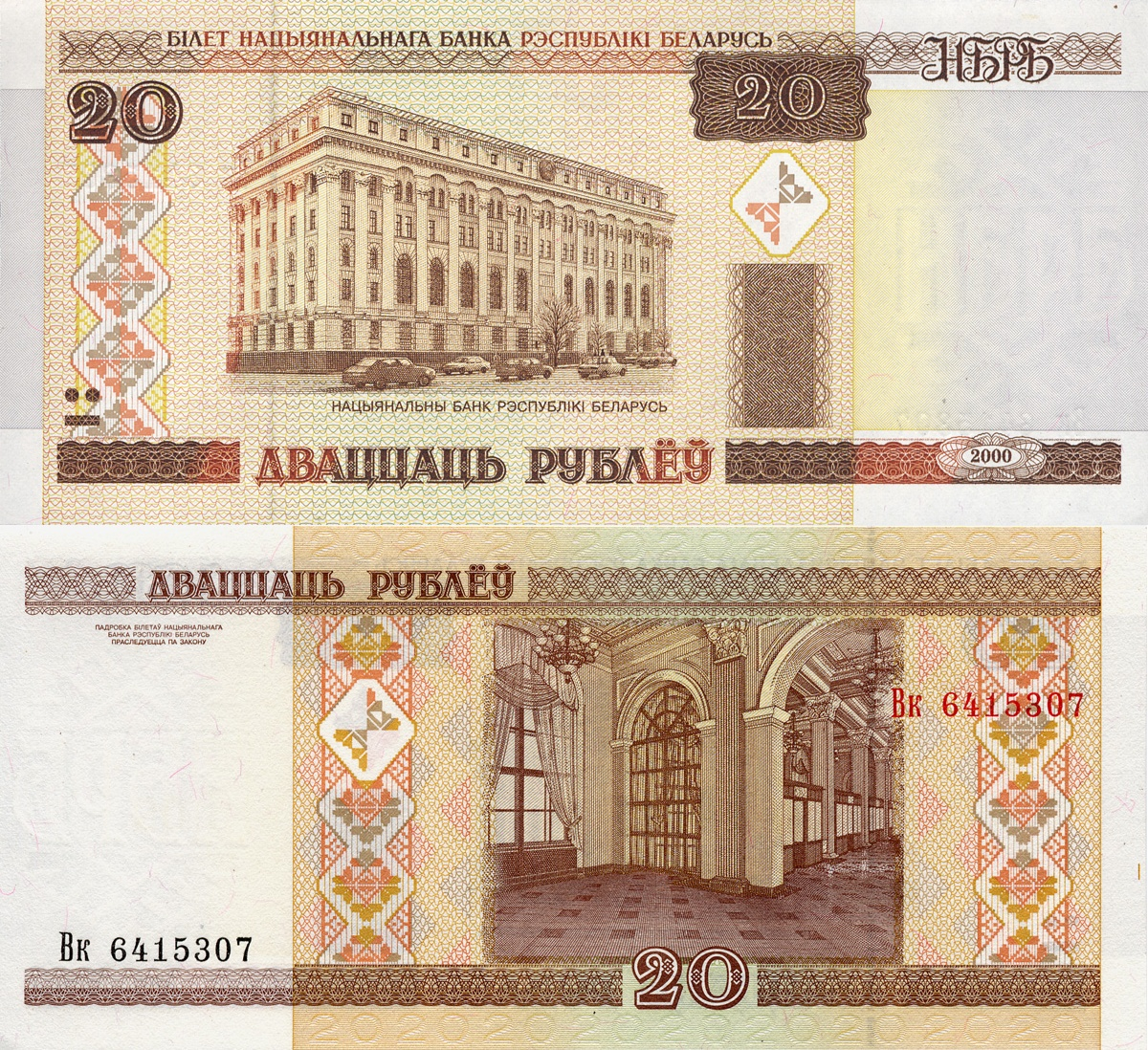
20 белорусских рублей (2000)
20 латвийских рублей (аверс)
20 латвийских рублей (реверс)
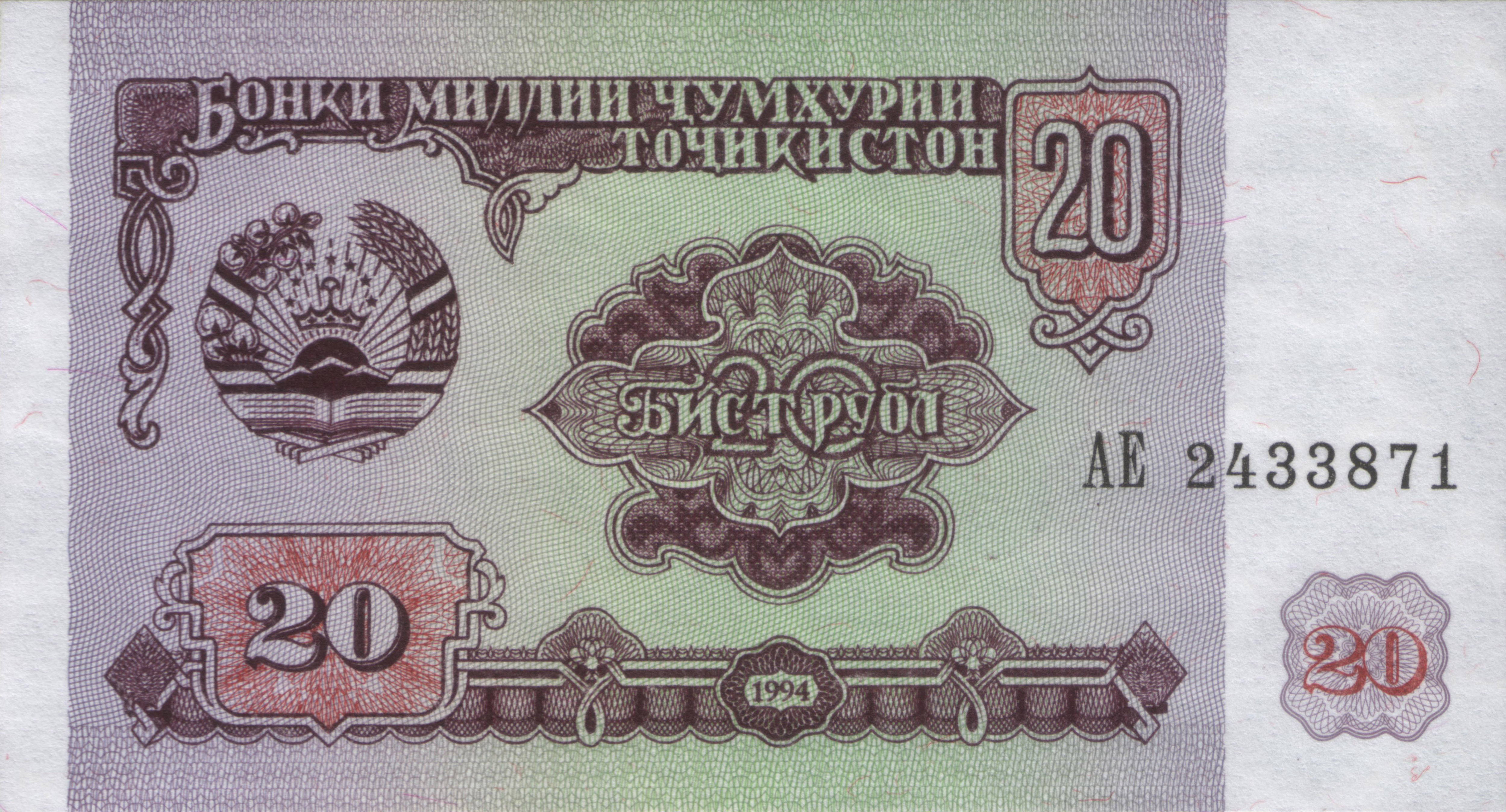
20 таджикских рублей (аверс)
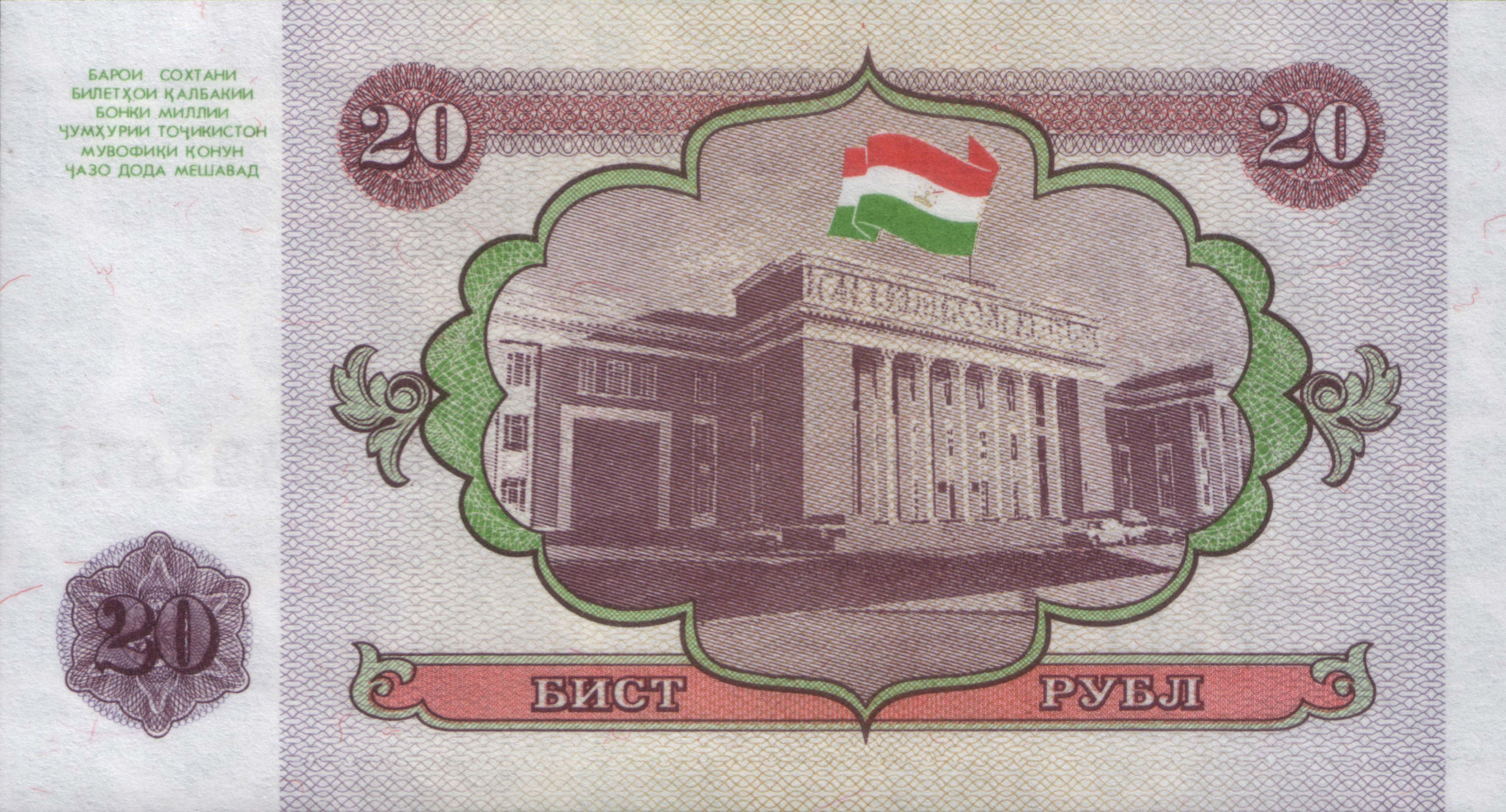
20 таджикских рублей (реверс)